# Pomocellaria inarmata
Pomocellaria inarmata is een mosdiertjessoort uit de familie van de Candidae. De wetenschappelijke naam van de soort is, als Scrupocellaria inarmata, voor het eerst geldig gepubliceerd in 1926 door O'Donoghue & O'Donoghue.